# София Шарлотта Ольденбургская
София Шарлотта Ольденбургская (нем. Sophie Charlotte von Oldenburg; 2 февраля 1879, Ольденбург — 29 марта 1964, Вестерстеде) — герцогиня Ольденбургская, член дома Гольштейн-Готторпов. Единственный выживший ребёнок Фридриха Августа II, великого герцога Ольденбургского от его первой жены Елизаветы Анны, принцессы Прусской.
София Шарлотта («Лотте») вышла замуж за прусского принца Эйтеля Фридриха, второго сына Вильгельма II. Этот брак продержался недолго и спустя несколько лет она вступила во второй брак с Харальдом фон Хедеманном, офицером полиции.

## Семья
Своё имя София Шарлотта получила в честь Софии Шарлотты Ганноверской, супруги первого прусского короля Фридриха I. У Софии Шарлотты была младшая сестра по имени Маргарита, но она умерла в детстве. София Шарлотта была неизменным спутником своего отца во всех его путешествиях. Она провела большую часть своей юности за границей и часто посещала свою тётю Луизу Маргариту, герцогиню Коннаутскую в Лондоне. Кроме того, она часто оставалась со своей овдовевшей бабушкой, Марией Анной Ангальтской.

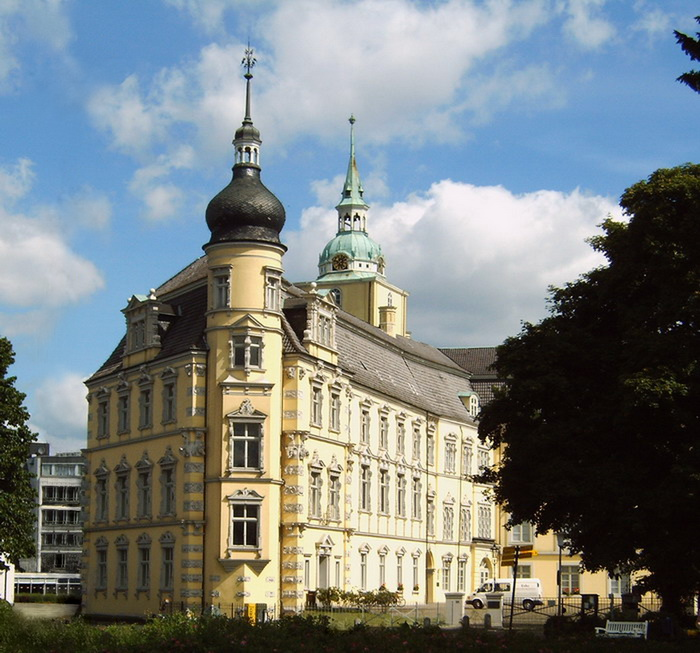
Ольденбургский дворец — место рождения Софии Шарлотты

Мать Софии Шарлотты умерла в 1895 году, и её отец вступил во второй брак с герцогиней Елизаветой Александрой Мекленбург-Шверинской. Второй брак отца подарил Софии Шарлотте четверых братьев и сестёр. Все они проживали вместе в недавно построенном дворце Елизавета-Анна, названного в честь её матери. Её отец стал великим герцогом Ольденбурга в 1900 году.

### Обвинения прессы
Были опасения, что София Шарлотта унаследовала слабое здоровье своей матери. Каждый год она бывала на различных европейских курортах. В 1904 году немецкий журналист был приговорен к месяцу тюрьмы из-за намека на отношения между Софией Шарлоттой и адъютантом её отца. Он написал статью о её пребывании на Французской Ривьере. Он написал, что она ездила туда, чтобы увидеться с адъютантом отца.

### Встречи с принцем Прусским
В июне 1905 года, София Шарлотта впервые встретила принца Эйтеля Фридриха Прусского на свадьбе брата Эйтеля, наследного принца Германии Вильгельма и Цецилии Мекленбург-Шверинской. Они оба были сыновьями Вильгельма II и Августы Виктории Шлезвиг-Гольштейнской. В Киле в том же месяце, София Шарлотта ближе познакомилась с ним. Мать Эйтеля очень хотела, чтобы сын женился на одной из ольденбургских принцесс, так как Ольденбурги были тесно связаны с Гогенцоллернами (мать Софии Шарлотты была прусской принцессой).
В сентябре 1905 года Эйтель отправился в Лензан, в Ольденбург, и провёл там несколько недель. Там он и обручился с Софией Шарлоттой. Сильное давление со стороны Эйтеля, наряду с желанием Софии Шарлотты покинуть свой дом скорее всего были реальными причинами помолвки.

## Свадьба
27 февраля 1906 года, София Шарлотта вышла замуж за принца Эйтеля в Берлине. Свадьба пришлась на серебряную годовщину свадьбы императора и императрицы, которая усиливала значимость события. На свадьбе присутствовало 1500 человек, представителей многих королевских и герцогских домов Германии. София Шарлотта была одета в длинное платье из жемчужно-белого шёлка, расшитое серебряными розами. Принцесса была тепло принята в Берлине.

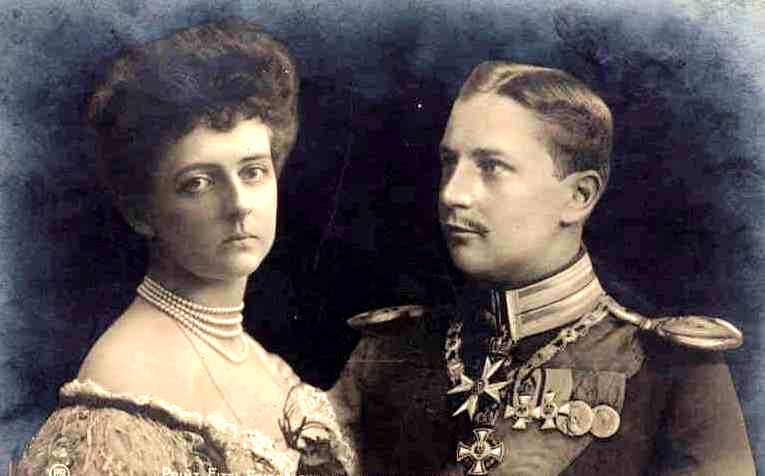
София Шарлотта со своим первым мужем принцем Эйтелем Фридрихом, 1910

У них был неудачный брак. Несмотря на теплые приветствия в Берлине, София Шарлотта не нашла хороших друзей. Супруги редко виделись друг с другом из-за боевых действий в Первой мировой войне. София Шарлотта проживала во дворце Бельвю в Берлине, где она проводила время за чтением, рисованием, и общением с небольшим числом друзей.

### Развод

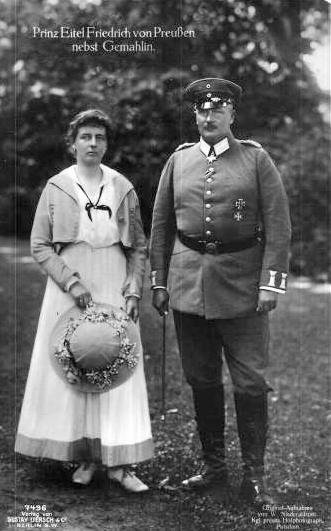
София вместе с мужем в 1925 году, за год до развода.

Они развелись 20 октября 1926. У пары не было детей. Считается, что супруги хотели развестись ещё до войны, но этому препятствовал отец Эйтеля. Эйтель начал бракоразводный процесс против Софии Шарлотты 15 марта 1919 года, ссылаясь на измены перед войной. В конце концов вердикт, вынесенный судом, установил вину за Эйтелем.

## Дальнейшая жизнь
После многочисленных слухов о потенциальных мужьях, распространенных после развода, София Шарлотта вышла замуж в 1927 году за ротмистра Харальда фон Хедеманна, бывшего офицера полиции Потсдама. Ему было сорок, а ей было сорок восемь. Несмотря на свой низкий статус, свадьба состоялась в замке Растеде. София Шарлотта считалась одной из самых богатых женщин Германии и пара стала жить в том замке, где и поженилась.
В 1930 году вступила в НСДАП.
София Шарлотта умерла 29 марта 1964 года в Вестерстеде.

## Личные черты
София Шарлотта была хорошо образованной и воспитанной женщиной с тихим голосом. Имела хорошие способности к языкам и музыке, хорошо рисовала акварелью.
В детстве она часто болела, это передалось ей от матери. Перед браком, София Шарлотта «превратилась в полностью здоровую и счастливую женщину». У Софии Шарлотты были правильные черты лица. Современники писали, что она унаследовала хороший внешний вид и прелесть её матери. Когда она была единственным ребёнком в семье своего отца, она была богатой наследницей. Её богатство часто упоминали в газетах.

## Титулы
- 2 февраля 1879 — 27 февраля 1906: Её Высочество Герцогиня София Шарлотта Ольденбургская
- 27 февраля 1906 — 20 октября 1926: Её Королевское Высочество Принцесса София Шарлотта Прусская
- 20 октября 1926 — 29 марта 1964: Её Высочество Герцогиня София Шарлотта Ольденбургская